# Ophidiaster ophidianus
Ophidiaster ophidianus (cujo nome comum em inglês é snake star e em espanhol estrela do mar purpurea) é um Echinodermata da família Ophidiasteridae que apresenta uma grande variação no número de braços e de cor (vai de vermelho alaranjado a vermelho vivo), e pode apresentar manchas de cor castanha. O disco central é pequeno, coberto de placas irregulares, e os braços longos mais justos na junção ao disco central, com um arredondamento no final. Cada braço tem filas de papillae respiratórias ao longo destes. Pode alcançar os 40 cm de diâmetro.

## Distribuição e Ecologia
Encontra-se em águas temperadas, com uma distribuição desde o Mediterrâneo ao Golfo da Guiné, com presença na Macaronésia e St Helena, sendo os Açores o máximo da sua distribuição a Nordeste. Normalmente encontra-se em fundos rochosos subtidais entre as profundidades 0 e 105m e é a espécie mais abundante de estrelas do mar nos Açores. No Mediterrâneo podem-se encontrar em pradarias marinhas de Posidonia e zonas rochosas com algas.
É uma espécie com dieta variável. Alimenta-se de biofilme nas rochas, crustáceos e detritos, entre outros. Esta estrela do mar é dioica, não apresenta dimorfismo sexual e tem um sex-ratio entre machos e fêmeas igual, algo consistente com outras espécies de equinodermes presentes no Atlântico. A maturidade sexual, no entanto, não aparenta estar relacionada com o tamanho.
A sua reprodução pode ser assexuada ou sexuada. No último caso, apresenta um padrão reprodutivo longo, com presença de gâmetas durante todo o ano, mas com um pico reprodutor em Outubro. É uma espécie de desenvolvimento indireto com uma larva lecitrotófica, caracterizada por um pequeno período de desenvolvimento (entre dias e semanas).
É predada por Charonia lampas e, como mecanismo de defesa, é capaz de autotomizar um braço para se escapar do predador. Este braço consegue regenerar-se.
Apresenta também relações de comensalismo com os caprelídeos Phtisica marina e Caprella stella, esta última que raspa a superfície do hospedeiro para se alimentar.
Talvez devido à sua alimentação parcialmente detrítivora, O. Ophidianus apresenta grande concentração de Ciguatoxinas comparado com muitas outras espécies de equinodermes.

## Conservação
A população de Ophidiaster ophidianus encontra-se protegida no Mediterrâneo pela Diretiva Habitats (Apêndice II) no CITES do Mar Mediterrâneo e é considerada uma espécie vulnerável em Espanha sob o Catálogo Nacional de Especies Amenazadas